# Terence Thomas Quirke
Terence Thomas Quirke (* 23. Juli 1886 in Brighton; † 19. August 1947) war ein US-amerikanischer Geologe.

## Leben
Quirke war der Sohn eines irischen Violinisten und einer Pianistin, die regelmäßig im Seebad Brighton spielten. Nach einer guten Ausbildung auf einer Privatschule zog es ihn die USA, wo er auf einer Ranch und auf Fluss-Raddampfern auf dem Missouri arbeitete. Ein Onkel, der Bergbauingenieur in Neuseeland war, drängte ihn, seine Ausbildung fortzusetzen und er studierte Bergbau und Geologie an der University of North Dakota und der University of Chicago, an der er 1915 promoviert wurde. Nachdem er schon als Student beim Geological Survey von North Dakota gearbeitet hatte, setzte er das nach dem Studium in den Sommermonaten beim Geological Survey of Canada (GSC) fort. Hauptberuflich setzte er aber seine akademische Karriere fort, wurde 1915 Instructor und 1917 Assistant Professor an der University of Minnesota und 1919 Associate Professor und 1925 Professor an der University of Illinois, an der er bis 1928 der Geologie-Fakultät vorstand.
Sein Hauptarbeitsgebiet war die präkambrische Geologie des kanadischen Ontario, wo er für den Geological Survey of Canada kartierte. Als der GSC 1931 keine ausländischen Geologen mehr beschäftigen durfte, wandte er sich der Ingenieurgeologie als beratender Geologe zu und der Mineralogie und Kristallographie. Er befasste sich auch mit Meteoriten, übersetzte petrographische Werke aus dem Deutschen und sammelte Edelsteine. Da er auf seinen geologischen Exkursionen viel mit dem Kanu unterwegs war, konnte er bei seinem postum erschienenen Buch darüber aus eigener Erfahrung schöpfen.
Eine Stufe der Huronian Supergroup, einer Formation des älteren Proterozoikums (2,4 bis 2,2 Milliarden Jahre alt) in Ontario und Quebec, ist nach ihm benannt (Quirke Lake Group). 1930 veröffentlichte er mit W. H. Collins die These, dass das Verschwinden der Sedimente des Huronian östlich Killarney (Ontario) Folge von magmatischen Aufschmelzungsprozessen und Umwandlung in Gneise und Migmatite ist.
Er war Fellow der American Association for the Advancement of Science und der Geological Society of America.

## Schriften
- Elements of Geology. Henry Holt, New York NY 1925.
- mit William H. Collins: The disappearance of the Huronian (= Canada. Department of Mines and Resources. Geological Survey of Canada. Memoir. 160, ISSN 0068-7634). Acland, Ottawa 1930.
- Engineering Geology. Stipes, Champaign IL 1947.
- Canoes the world over. University of Illinois Press, Urbana IL 1952.